# Point of Fethaland

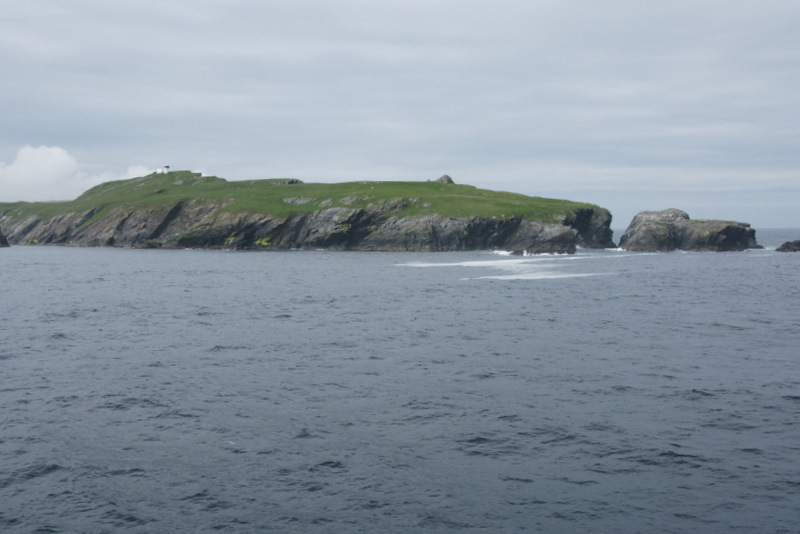
Blick von Osten auf die Isle of Fethaland mit dem Kap und den Inseln Trunka und Stuack

Point of Fethaland, auch Fethaland Point, ist ein Kap im Norden von Mainland, der Hauptinsel der zu Schottland zählenden Shetlands. Es liegt am Ende eines Ausläufers von Northmavine, der, sich zunehmend verschmälernd, in die Halbinseln Fethaland und Isle of Fethaland übergeht. Dem Kap unmittelbar vorgelagert sind mehrere kleine Felseninseln, darunter Stuack im Norden, Trunka im Osten sowie, in einer Entfernung von wenigen hundert Metern, Inner und Outer Booth im Nordwesten. Zur Insel Gruney im Norden sind es etwa anderthalb Kilometer.
Point of Fethaland markiert nicht nur den nördlichsten Punkt Mainlands, sondern auch die Grenze zweier Meere. Die Internationale Hydrographische Organisation zieht von hier aus eine Linie nach Osten zur Insel Yell; sie trennt den Nordatlantik im Norden und Westen von der Nordsee, hier in Form des Yell Sounds, im Südosten. Vom Point of Fethaland aus erstreckt sich entlang der Küste nach Westen bis zur Insel Uyea das Naturschutzgebiet (SSSI) Uyea – North Roe Coast.